# Денис Глушаков
Денис Глушаков е руски футболист, полузащитник на Спартак Москва и руския национален отбор. Племенник на съветския футболист Валерий Глушаков, играл за ЦСКА Москва през 80-те години.

## Кариера
Благодарение на чичо си Денис се записва в ДЮШ на ЦСКА Москва, където тренира една година. След това е в юношеските формации на Ника и през 2005 г. дебютира за този клуб. Записва общо 13 мача. Забелязан е от скаути на Локомотив (Москва), които го убеждават да играе за дублиращата формация на „железничарите“. По-късно е даден под наем на СКА Ростов, за да натрупа игрова практика. Глушаков не разочарова и за 16 мача вкарва 6 гола. Младият талант прекарва целият следващ сезон отново под наем, но този път в Звезда Иркутск. Денис успява да се превърне в един от ключовите играчи на отбора.
В началото на 2008 г. се връща в Локомотив и пробива в първия състав на отбора. На 27 юли 2008 г. вкарва първия си гол за отбора в мач срещу ФК Москва. Избран е за играч на мача и бетонира мястото си в стартовия състав. В края на сезона Глушаков е избран за футболист на годината в Локомотив, изпреварвайки в класацията Сергей Гуренко и Дмитрий Торбински. През 2009 г. сменя номера на фланелката си от 88 на 8, след като досегашната „осмица“ на Локо Владимир Маминов слага край на кариерата си. Глушаков не престава да е неизменна част от състава на Локомотив и през 2011 г. дебютира за националния отбор на Русия в мач срещу Катар.
Денис е повикан от Дик Адвокаат в националния отбор на Русия за Евро 2012 и играе в третия мач от груповата фаза срещу Гърция, но Сборная губи с 1 – 0 и отпада от първенството. Същата година треньорът на Локомотив Славен Билич го прави капитан на отбора. През 2013 г. Глушаков подписва със Спартак Москва. Дебютира на 16 юли в мач с Криля Советов, а на 10 ноември отбелязва първия си гол при победата срещу Зенит с 4 – 2. Паралелно с добрите си изяви за „червено-белите“ Глушаков се разписва 2 пъти за националния отбор в квалификациите за Мондиал 2014. Халфът участва и на финалите на турнира, но „Сборная“ отново не успява да преодолее груповата фаза. Денис е избран за футболист на годината на Спартак за сезон 2013/14.
През сезон 2016/17 е в основата на спечелването на шампионската титла на Русия от тима на Спартак и е избран за играч на сезона в класацията на РФС. Въпреки това, през следващия сезон Глушаков е далеч от най-добрата си форма и остава извън състава на националния отбор за Мондиал 2018, макар да е твърд титуляр по време на цикъла от контроли преди турнира.

## Статистика
| Клуб              | Сезон             | Лига          | Лига   | Лига   | Купа   | Купа   | Евротурнири | Евротурнири | Общо   | Общо   |
| Клуб              | Сезон             | Турнир        | Мачове | Голове | Мачове | Голове | Мачове      | Голове      | Мачове | Голове |
| ----------------- | ----------------- | ------------- | ------ | ------ | ------ | ------ | ----------- | ----------- | ------ | ------ |
| Ника Москва       | 2005              | Втора дивизия | 13     | 0      | 0      | 0      | 0           | 0           | 13     | 0      |
| СКА Ростов        | 2006              | Втора дивизия | 16     | 6      | 0      | 0      | 0           | 0           | 16     | 6      |
| Звезда            | 2007              | Първа дивизия | 34     | 8      | 1      | 0      | 0           | 0           | 35     | 8      |
| Локомотив         | 2008              | Премиер-лига  | 23     | 4      | 0      | 0      | 0           | 0           | 23     | 4      |
| Локомотив         | 2009              | Премиер-лига  | 27     | 3      | 3      | 0      | 0           | 0           | 30     | 3      |
| Локомотив         | 2010              | Премиер-лига  | 28     | 1      | 1      | 0      | 1           | 0           | 30     | 1      |
| Локомотив         | 2011 – 2012       | Премиер-лига  | 37     | 11     | 3      | 0      | 10          | 3           | 50     | 14     |
| Локомотив         | 2012 – 2013       | Премиер-лига  | 27     | 1      | 1      | 0      | 0           | 0           | 28     | 1      |
| Локомотив         | Общо за Локомотив |               | 142    | 20     | 8      | 0      | 11          | 3           | 161    | 23     |
| Спартак           | 2013 – 2014       | Премиер-лига  | 28     | 1      | 2      | 0      | 1           | 0           | 31     | 1      |
| Спартак           | 2014 – 2015       | Премиер-лига  | 27     | 2      | 1      | 0      | 0           | 0           | 28     | 2      |
| Спартак           | 2015 – 2016       | Премиер-лига  | 27     | 4      | 2      | 0      | 0           | 0           | 29     | 4      |
|                   | Общо за Спартак   |               | 82     | 7      | 5      | 0      | 1           | 0           | 87     | 7      |
| За цялата кариера | За цялата кариера |               | 282    | 40     | 14     | 0      | 12          | 3           | 308    | 43     |